# Montgomery County (Mississippi)
Montgomery County is een county in de Amerikaanse staat Mississippi.
De county heeft een landoppervlakte van 1.054 km² en telt 12.189 inwoners (volkstelling 2000). De hoofdplaats is Winona.